# Dahalokely
Dahalokely é um gênero de dinossauro da superfamília Abelisauroidea. Há uma única espécie descrita para o gênero Dahalokely tokana. Seus restos fósseis foram encontrados no norte de Madagascar e datam do período Cretáceo. O holótipo consiste num esqueleto parcial.
Dahalokely, também conhecido como "pequeno lagarto rápido", era um dinossauro carnívoro que viveu no período Cretáceo, há cerca de 90 milhões de anos. Descoberto em Madagascar em 2007, ele é considerado um dos dinossauros terópodes mais antigos já encontrados na ilha.
Com cerca de dois metros de comprimento e pesando cerca de 20 kg, Dahalokely era relativamente pequeno em comparação com outros terópodes do Cretáceo. Ele possuía uma mandíbula poderosa com dentes serrilhados que o ajudavam a desmembrar suas presas, além de garras afiadas em suas patas dianteiras que usava para capturá-las.

Sua anatomia sugere que ele era um caçador ágil e rápido, capaz de correr a uma velocidade de até 48 km/h. Seu esqueleto mostra que ele tinha características primitivas, como três dedos em cada mão, uma cauda relativamente curta e membros dianteiros curtos em relação aos posteriores.